# 艾娜月坑

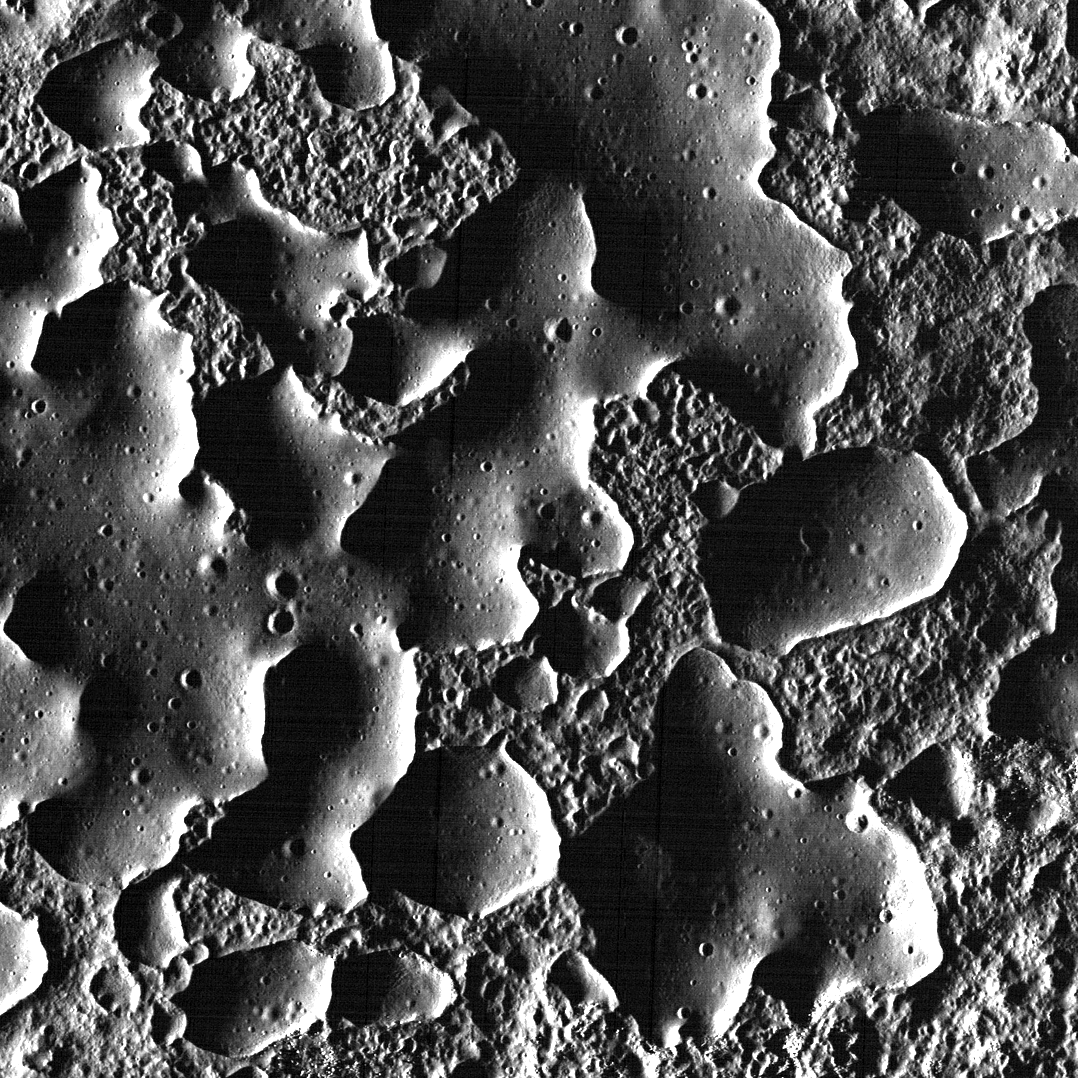
太阳低角度照射下的艾娜月坑表面（地平线以上6.6度）。图像宽度1公里。

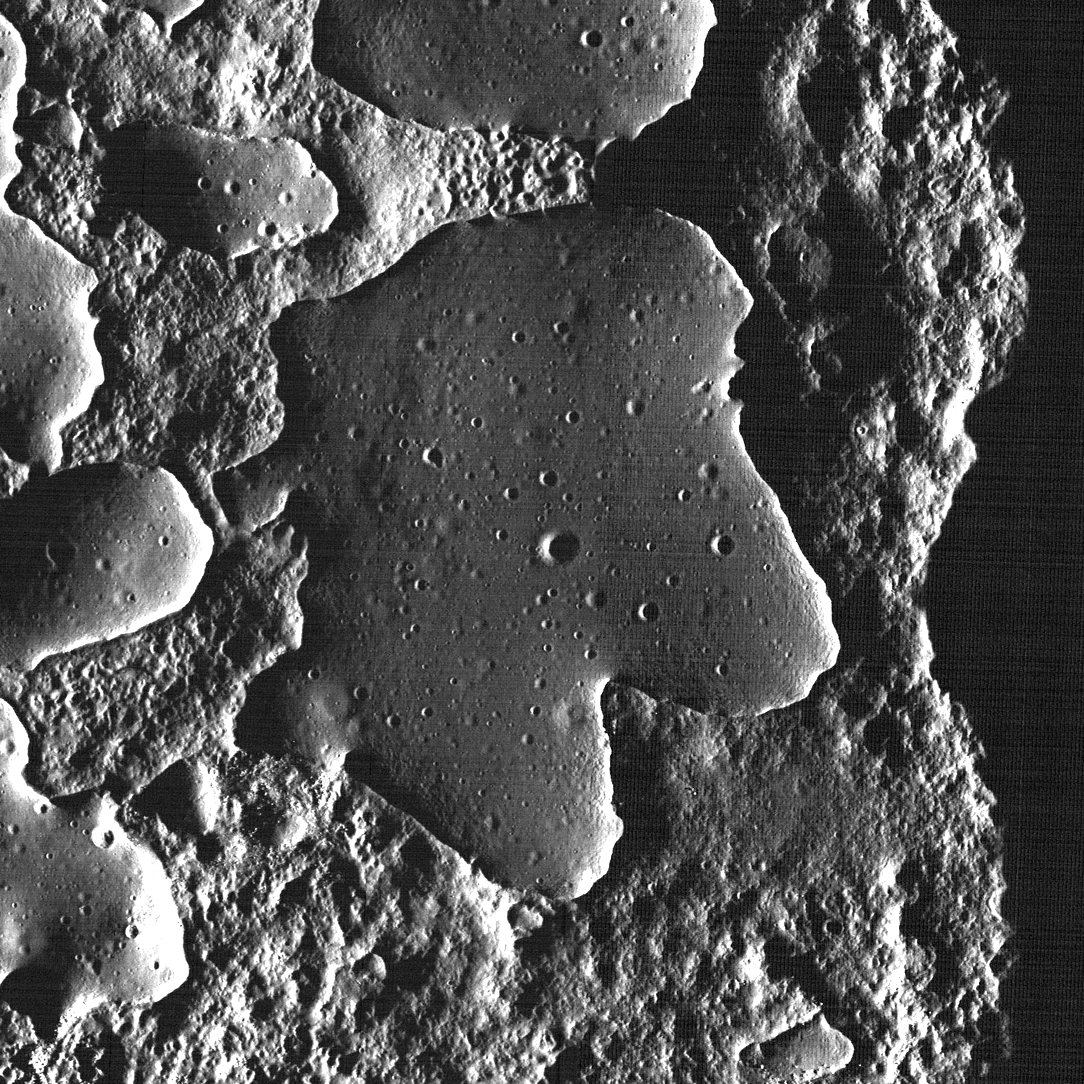
阿格妮丝山: 艾娜月坑唯一已命名的一座山丘，图像宽度1公里。

艾娜月坑(Ina)是月球幸福湖中一座怪异的小凹坑(“陨石坑”，被国际天文联合会命名的)，外观呈“D”形，尺寸为2.9×1.9公里、深度64米（从底部最低点到边沿上的最高点）。
艾娜坑以几十座顶部呈扁平或拱状，边界圆润清晰，类似水银滴的低矮山丘而出名。坑内各山丘表面看上去与普遍的月表一样，但相互间的空间却极为不同。艾娜坑是月球上几十座类似特征中最为突出的一个，其原因尚不清楚。

## 发现、探索和命名
艾娜月坑是从阿波罗15号宇航员在月球轨道拍摄的照片中发现的。它本应早在5年前就被发现，但月球轨道器拍摄照片上的瑕疵妨碍了它的发现。1972年底，阿波罗17号宇航员观察到了它并进行了拍摄。后来的轨道飞船对它进行了进一步的探索。2009年初，月球勘测轨道飞行器获取了不同光照角度和分辨率为0.5米/像素的艾娜坑照片。
1974年美国宇航局发布了一幅影像图，按照以人名命名小月坑的惯例，该特征被给予了一个拉丁女性名。1979年被国际天文学联合会采纳。由于它的外形，该特征在阿波罗计划年代的出版物中也被称为“火山口-D”，当时被认为是月球上唯一一个独特的地貌。
与艾娜月坑相邻的三个特征一同被进行了命名，它们是艾娜坑西南侧的小撞击坑奥萨马陨石坑和西北侧的达格陨石坑（直径400米）。
艾娜坑东部最大的山丘（650米宽）则被命名为阿格妮丝山。

## 描述
艾娜月坑位于高300米、直径15公里的圆形高地（月丘）顶部，该月丘又坐落在幸福湖中矗立的、宽约30公里的细长高原（地垒）上。幸福湖是一座介于澄海、汽海和雨海间的小月海。
艾娜月坑是一座2.9×1.9公里宽的“D形”凹坑，壁宽600一1000宽，高30-40米。东部地区较西部高10米，外侧壁坡非常平缓(1-3度)，无明显的边缘，
但内侧壁非常陡峭(几十度)，而且凹陷处的边沿十分尖峭。最深点位于月坑中心点西北方，该点较下凹边沿深30米，较艾娜坑壁最高点深64米。
艾娜月坑内部有二种明显不同的地质类型：山丘和低地。山丘地表看上去与幸福湖一般无二，但低地地表却极为不同。
艾娜月坑内的数十座大小不一的山丘，具有变形虫般的圆润边缘，看上去像一滴水银，其中大部分相互间或与凹坑边缘相连。这些山丘通常很低（5–25米，一般为10–15米）。顶部扁平或略拱，但坡壁非常陡峭。山丘边缘通常很尖峭，大都被一条小槽沟包围。山丘和低地的边界外形与凹坑外侧缘相同。山丘表面通常比低地平整的多，但表面小撞击坑的密度更大（大小类似幸福湖中邻近地区上的撞击坑）。
艾娜月坑中的低地比山丘更崎岖，有很多不规则立体特征，但高度均不超过数米，也明显存在一些陨石坑。低地中包含有色调非常亮的斑块，它们是散落的1-5米大的岩石露头。这些斑块主要分布在低地与山丘的边界附近，尤其在最低处。
艾娜月坑中的山丘呈深褐色（像普通的月表一样），而低地却是明亮的蓝灰色，类似刚裸露出来的富钛玄武岩，就如一些年轻撞击坑中所看到玄武岩。艾娜月坑被一圈微弱的暗环包围，其表面比远方的月表更蓝。

## 相似体
艾娜月坑是被称为“不规则月海斑”特征中最大、最突出和最著名的典型代表，由于其边缘类似凸弯的液面，因此也被称为“弯液面凹陷”。月球上已知的几十座此类特征，全部位于月海中。它们被认为起源于火山，但存在数种不同的假说，起源确凿但更遥远的，有些相似，但并不完全相同的水星上相当常见的特征（“凹陷”）。这些特征与月球上的弯液面凹陷不同，它们具有耀眼的光环；其尺寸更大、分布也更广，通常位于撞击坑中。 

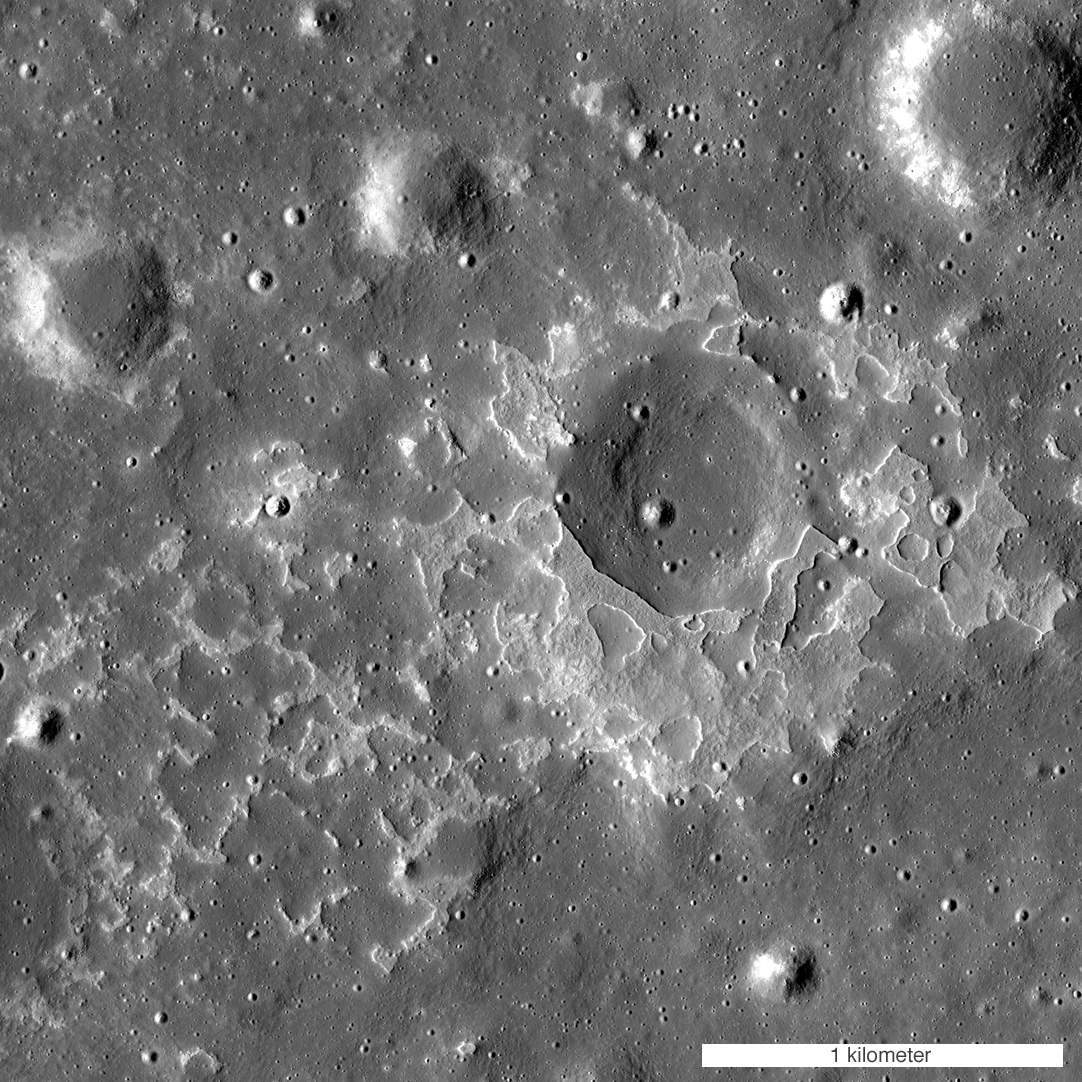
静海中类似艾娜月坑的特征，图像宽度3公里。
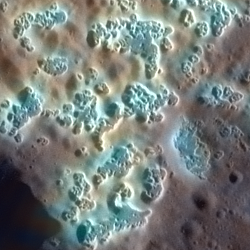
水星上的“凹陷”，颜色已被增强，图像宽度7公里。

## 解释

### 年龄
艾娜月坑低地的表面似乎比山丘及所环绕的外部地表更年轻。这方面的证据包括浅色的地表及低密度的陨坑分布。随时间的推移，月球表面会而空间风化变暗，而且在多重陨石的撞击下，所有立体特征的尖峭边缘都会逐步钝化模糊，坡壁变得更平缓。艾娜坑似乎是月球上最年轻的特征之一。但山丘的表面则古老得多：它的年龄似乎大致与幸福湖地表年龄相同（超过10亿年)，但这些山丘的斜坡和边缘是年轻的，其陡度和尖峭度一般无法保持5000万年。艾娜坑所位于的月丘，从其撞击坑密度判断，似乎也比周边地层年轻。
另一方面，对艾娜坑山丘估计的较低年龄为3300±200万年(它是建立每平方公里有137座直径大于10米的陨坑数结论上)。

### 起源
截止2015年艾娜坑的起源还不清楚。第一种说法将它解释为是一座非常低矮的古火山的火山臼；另一种说法认为是表岩屑被强力喷发的气体（火山甚至是放射物）吹离的结果，在这种情况下，它们应被保留在山丘中。其他假说称山丘是一些稠密表层下熔岩流的增长膨胀所致。这些说法都有缺陷。特别是艾娜坑并未显示有火山喷发物环，并且很长时间前月球上的火山活动似乎已经停止。
根据另一种说法，艾娜坑是由于表层屑塌入地下熔洞才出现（并将继续下去），这些熔洞可能是古代的熔岩管或一些挥发性物蒸发的结果。在此种情况下，艾娜坑表面发亮的岩石部分，其表岩屑已经掉落，而低地较暗的部分则尚未完全崩塌，山丘则是缓慢缩减的原始表层残存的遗迹。